# Mountainbike-Marathon-Weltmeisterschaften 2010
Die Mountainbike-Marathon-Weltmeisterschaften 2010 fanden vom 6. bis 8. August in St. Wendel in Deutschland statt.

## Männer
| Platz | Land | Athlet                    | Zeit           |
| ----- | ---- | ------------------------- | -------------- |
| 1     | AUT  | Alban Lakata              | 3:49:55,3 Std. |
| 2     | ITA  | Mirko Celestino           | + 5,0 s        |
| 3     | RSA  | Burry Stander             | + 5,5 s        |
| 4     | SUI  | Ralph Näf                 | + 5,8 s        |
| 5     | SUI  | Christoph Sauser          | + 6,9 s        |
| 6     | ESP  | José Antonio Hermida      | + 8,8 s        |
| 7     | GER  | Karl Platt                | + 24,9 s       |
| 8     | ESP  | Sergio Mantecon Gutierrez | + 27,8 s       |

Datum: 8. August 2010, 9:45

Länge: 107,93 km

Höhenmeter: 2.556 m
Insgesamt erreichten 107 Fahrer das Ziel. 12 Fahrer gaben auf.
Das Rennen der Männer wurde am Schluss im Sprint entschieden. So kamen die ersten sechs Fahrer innerhalb von 10 Sekunden ins Ziel. Der Sieger Alban Lakata aus Österreich wurde im Vorjahr noch Zweiter hinter dem Belgier Roel Paulissen. Paulissen gab Anfang Jahr am Belga-Cup eine positive Dopingprobe ab und trat umgehend zurück.

## Frauen
| Platz | Land | Athletin          | Zeit           |
| ----- | ---- | ----------------- | -------------- |
| 1     | SUI  | Esther Süss       | 4:33:46,8 Std. |
| 2     | GER  | Sabine Spitz      | + 1:56,7 min   |
| 3     | DEN  | Annika Langvad    | + 2:53,9 min   |
| 4     | GER  | Elisabeth Brandau | + 7:50,5 min   |
| 5     | GER  | Birgit Söllner    | + 7:54,3 min   |
| 6     | NOR  | Gunn-Rita Dahle   | + 8:12,2 min   |
| 7     | DEN  | Kristine Nørgaard | + 8:58,9 min   |
| 8     | GBR  | Sally Bigham      | + 9:55,9 min   |

Datum: 8. August 2010, 9:00

Länge: 107,93 km

Höhenmeter: 2.556 m
37 Fahrerinnen erreichten das Ziel; sechs gaben auf.
Bei den Frauen gewann die Schweizerin Esther Süss vor der amtierenden Weltmeisterin und Olympiasiegerin Sabine Spitz aus Deutschland, der sie im Vorjahr noch knapp im Spurt unterlag.